# 2. Bundesliga
La 2. Bundesliga o Zweite Bundesliga es la segunda categoría de la Liga de fútbol de Alemania. Está por debajo de la máxima categoría profesional, la 1. Bundesliga, y por encima de la tercera división creada en 2008.

## Equipos participantes de la temporada 2025-2026
| Club                | Ciudad         | Estadio                        | Aforo  |
| ------------------- | -------------- | ------------------------------ | ------ |
| Arminia Bielefeld   | Bielefeld      | Schüco Arena                   | 28.008 |
| VfL Bochum          | Bochum         | Vonovia Ruhrstadion            | 31.328 |
| Darmstadt 98        | Darmstadt      | Merck-Stadion am Böllenfalltor | 17.810 |
| Dynamo Dresde       | Dresde         | Rudolf-Harbig-Stadion          | 32.066 |
| Eintracht Brunswick | Brunswick      | Eintracht Stadion              | 23.500 |
| Elversberg          | Saarbrücken    | Ursapharm-Arena                | 10.000 |
| Fortuna Düsseldorf  | Düsseldorf     | ESPRIT Arena                   | 54.500 |
| Greuther Fürth      | Fürth          | Sportpark Ronhof               | 15.500 |
| Hannover 96         | Hannover       | HDI-Arena                      | 49.000 |
| Hertha Berlín       | Berlín         | Estadio Olímpico de Berlín     | 74.649 |
| Holstein Kiel       | Kiel           | Holstein-Stadion               | 15.034 |
| Kaiserslautern      | Kaiserslautern | Fritz-Walter-Stadion           | 49.850 |
| Karlsruher          | Karlsruher     | Wildparkstadion                | 29.699 |
| Magdeburgo          | Magdeburgo     | MDCC-Arena                     | 30.098 |
| Núremberg           | Núremberg      | Max-Morlock-Stadion            | 50.000 |
| Paderborn 07        | Paderborn      | Benteler-Arena                 | 15.306 |
| Preußen Münster     | Münster        | Preußenstadion                 | 12.754 |
| Schalke 04          | Gelsenkirchen  | Veltins-Arena                  | 62.271 |

## Sistema de competición
Actualmente participan en la 2. Bundesliga 18 clubes que, siguiendo un calendario establecido por sorteo, se enfrentan entre sí en dos partidos, uno en terreno propio y otro en campo contrario. El ganador de cada partido tiene tres puntos, el empate otorga un punto y la derrota, cero puntos. 
El torneo se disputa entre los meses de agosto y mayo del siguiente año. Al término de la temporada, los dos primeros clasificados ascienden a la 1. Bundesliga, y el tercer clasificado disputará su ascenso con el antepenúltimo clasificado de la 1.Bundesliga. Los dos últimos son descendidos a la 3. Liga y el antepenúltimo clasificado disputará su permanencia con el tercer clasificado de la 3. Liga.

## Historia
La segunda división de la Bundesliga fue creada en 1974, inicialmente con la participación de 20 clubes divididos en dos grupos, Norte y Sur. En 1981 se unieron en un solo grupo compuesto por 20 equipos.
A partir de la temporada 1991/92, tras la reunificación de Alemania, los clubes de la desaparecida RDA comenzaron a participar en el campeonato. Ello obligó a ampliar a categoría a 24 participantes, que nuevamente se dividieron en dos grupos de 12 equipos. La siguiente temporada, la 92/93, se volvieron a unificar los dos grupos en uno solo de 24 equipos. Tras varias reducciones, desde la temporada 1994/95 participan 18 clubes en la 2. Bundesliga.
Durante la temporada 2004/05 la 2. Bundesliga se vio salpicada por un escándalo de amaño de partidos en los que se vio implicado el árbitro Robert Hoyzer. Como consecuencia, el partido entre el LR Ahlen y el SV Wacker Burghausen tuvo que ser repetido.

## Palmarés
| Temporada | Campeón (asciende a la 1. Bundesliga)                        | Otros equipos ascendidos       | Otros equipos ascendidos       |
| --------- | ------------------------------------------------------------ | ------------------------------ | ------------------------------ |
| 1974-75   | Hannover 96 (Grupo Norte) Karlsruher (Grupo Sur)             | Bayer 05 Uerdingen             |                                |
| 1975-76   | Tennis Borussia Berlin (Grupo Norte) Saarbrücken (Grupo Sur) | Borussia Dortmund              |                                |
| 1976-77   | St. Pauli (Grupo Norte) VfB Stuttgart (Grupo Sur)            | TSV Múnich                     |                                |
| 1977-78   | Arminia Bielefeld (Grupo Norte) Darmstadt 98 (Grupo Sur)     | Núremberg                      |                                |
| 1978-79   | Bayer Leverkusen (Grupo Norte) TSV 1860 Múnich (Grupo Sur)   | Bayer 05 Uerdingen             |                                |
| 1979-80   | Arminia Bielefeld (Grupo Norte) Núremberg (Grupo Sur)        | Karlsruher                     |                                |
| 1980-81   | Werder Bremen (Grupo Norte) Darmstadt 98 (Grupo Sur)         | Eintracht Braunschweig         |                                |
| 1981-82   | Schalke 04                                                   | Hertha Berlín                  |                                |
| 1982-83   | Waldhof Mannheim                                             | Kickers Offenbach              | Bayer 05 Uerdingen             |
| 1983-84   | Karlsruher                                                   | Schalke 04                     |                                |
| 1984-85   | F. C Núremberg                                               | Hannover 96                    | Saarbrücken                    |
| 1985-86   | Homburg                                                      | Blau-Weiß 90 Berlin            |                                |
| 1986-87   | Hannover 96                                                  | Karlsruher                     |                                |
| 1987-88   | Stuttgarter Kickers                                          | St. Pauli                      |                                |
| 1988-89   | Fortuna Düsseldorf                                           | Homburg                        |                                |
| 1989-90   | Hertha Berlín                                                | Wattenscheid                   |                                |
| 1990-91   | Schalke 04                                                   | MSV Duisburg                   | Stuttgarter Kickers            |
| 1991-92   | Bayer 05 Uerdingen (Grupo Norte) Saarbrücken (Grupo Sur)     | Sólo ascendieron los campeones | Sólo ascendieron los campeones |
| 1992-93   | Friburgo                                                     | MSV Duisburg                   | VfB Leipzig                    |
| 1993-94   | VfL Bochum                                                   | Bayer 05 Uerdingen             | 1860 Múnich                    |
| 1994-95   | Hansa Rostock                                                | F. C. San Pauli                | Fortuna Düsseldorf             |
| 1995-96   | VfL Bochum                                                   | Arminia Bielefeld              | MSV Duisburg                   |
| 1996-97   | Kaiserslautern                                               | VfL Wolfsburgo                 | Hertha Berlín                  |
| 1997-98   | Eintracht Frankfurt                                          | Friburgo                       | Núremberg                      |
| 1998-99   | Arminia Bielefeld                                            | SpVgg Unterhaching             | SSV Ulm 1846                   |
| 1999-00   | F. C. Colonia                                                | VfL Bochum                     | Energie Cottbus                |
| 2000-01   | Núremberg                                                    | Borussia Mönchengladbach       | St. Pauli                      |
| 2001-02   | Hannover 96                                                  | Arminia Bielefeld              | VfL Bochum                     |
| 2002-03   | Friburgo                                                     | F. C. Colonia                  | Eintracht Frankfurt            |
| 2003-04   | Núremberg                                                    | Arminia Bielefeld              | Maguncia 05                    |
| 2004-05   | F. C. Colonia                                                | MSV Duisburg                   | Eintracht Frankfurt            |
| 2005-06   | VfL Bochum                                                   | Alemannia Aachen               | Energie Cottbus                |
| 2006-07   | Karlsruher                                                   | Hansa Rostock                  | MSV Duisburg                   |
| 2007-08   | Borussia Mönchengladbach                                     | Hoffenheim                     | F. C. Colonia                  |
| 2008-09   | Friburgo                                                     | Maguncia 05                    | F. C. Núremberg                |
| 2009-10   | Kaiserslautern                                               | F.C. San Pauli                 |                                |
| 2010-11   | Hertha Berlín                                                | Augsburgo                      |                                |
| 2011-12   | Greuther Fürth                                               | Eintracht Frankfurt            | Fortuna Düsseldorf             |
| 2012-13   | Hertha Berlín                                                | Eintracht Brunswick            |                                |
| 2013-14   | F. C. Colonia                                                | Paderborn 07                   |                                |
| 2014-15   | Ingolstadt 04                                                | Darmstadt 98                   |                                |
| 2015-16   | Friburgo                                                     | RB Leipzig                     |                                |
| 2016-17   | VfB Stuttgart                                                | Hannover 96                    |                                |
| 2017-18   | Fortuna Düsseldorf                                           | F. C. Núremberg                |                                |
| 2018-19   | F. C. Colonia                                                | Paderborn 07                   | F. C. Unión Berlín             |
| 2019-20   | Arminia Bielefeld                                            | VfB Stuttgart                  |                                |
| 2020-21   | VfL Bochum                                                   | Greuther Fürth                 |                                |
| 2021-22   | FC Schalke 04                                                | Werder Bremen                  |                                |
| 2022-23   | FC Heidenheim                                                | SV Darmstadt 98                |                                |
| 2023-24   | F.C. San Pauli                                               | Holstein Kiel                  |                                |
| 2024-25   | F. C. Colonia                                                | Hamburgo SV                    |                                |

## Títulos por equipo
| Club                     | Campeón | Años campeón                 |
| ------------------------ | ------- | ---------------------------- |
| F. C. Colonia            | 5       | 2000, 2005, 2014, 2019, 2025 |
| F. C. Núremberg          | 4       | 1980-S, 1985, 2001, 2004     |
| SC Friburgo              | 4       | 1993, 2003, 2009, 2016       |
| Arminia Bielefeld        | 4       | 1978-N, 1980-N, 1999, 2020   |
| VfL Bochum               | 4       | 1994, 1996, 2006, 2021       |
| Hannover 96              | 3       | 1975-N, 1987, 2002           |
| Karlsruher               | 3       | 1975-S, 1984, 2007           |
| Hertha Berlín            | 3       | 1990, 2011, 2013             |
| Schalke 04               | 3       | 1982, 1991, 2022             |
| F.C. San Pauli           | 2       | 1977-N, 2024                 |
| VfB Stuttgart            | 2       | 1977-S, 2017                 |
| Fortuna Düsseldorf       | 2       | 1989, 2018                   |
| F. C. Kaiserslautern     | 2       | 1997, 2010                   |
| Saarbrücken              | 2       | 1976-S, 1992-S               |
| Darmstadt 98             | 2       | 1978-S, 1981-S               |
| Werder Bremen            | 1       | 1981-N                       |
| Eintracht Frankfurt      | 1       | 1998                         |
| Greuther Fürth           | 1       | 2012                         |
| Tennis Borussia Berlin   | 1       | 1976-N                       |
| TSV Múnich               | 1       | 1979-S                       |
| Ingolstadt 04            | 1       | 2015                         |
| Bayer 05 Uerdingen       | 1       | 1992-N                       |
| Borussia Mönchengladbach | 1       | 2008                         |
| Hansa Rostock            | 1       | 1995                         |
| Bayer 04 Leverkusen      | 1       | 1979-N                       |
| Waldhof Mannheim         | 1       | 1983                         |
| Homburg                  | 1       | 1986                         |
| Stuttgarter Kickers      | 1       | 1988                         |